# Łysa Góra (Mirów)
Łysa Góra (383 m) – wzniesienie w miejscowości Mirów w województwie śląskim, w powiecie myszkowskim, w gminie Niegowa. Znajduje się po zachodniej stronie zwartych zabudowań tej miejscowości. Pod względem geograficznym jest to obszar Wyżyny Mirowko-Olsztyńskiej w obrębie Wyżyny Częstochowskiej.
Łysa Góra jest w większości porośnięta lasem. Bezleśne, zajęte przez pola są jej łagodniejsze stoki południowe i dolna część stoków wschodnich. Dawniej jednak pola zajmowały również jej partie szczytowe i stoki zachodnie (widać to na mapie Geoportalu w wersji raster). Świadczy o tym również jej nazwa. Łysymi górami nazywano góry bezleśne, na których las wycięto i zamieniono na pola orne, łąki pastwiska.